# Corb marí del Cap
El corb marí del Cap (Phalacrocorax capensis) és un ocell marí de la família dels falacrocoràcids (Phalacrocoracidae) endèmic d'Àfrica Meridional.

## Morfologia
- Fa 61 - 64 cm de llargàri, amb una envergadura d'uns 109 cm i un pes de 1155 – 1306 g. Escàs dimorfisme sexual.
- Plomatge general negre. Part anterior del coll i pit marró molt fosc.
- Pell de cara i gola color groc. Bec i potes negres. Cua curta.

## Hàbitat i distribució
Viu únicament a l'aigua salada, criant a la llarga de la costa de Namíbia i Àfrica del Sud. Fora d'època de cria pot arribar ocasionalment fins a la desembocadura del riu Congo per l'Atlàntic i fins a Moçambic per l'Índic.

## Alimentació
Els cormorans del cap s'alimenten en bandades, atacant els bancs de peixos com ara sardines i anxoves.

## Reproducció
Cria a la primavera o inicis de l'estiu austral. Es reprodueix en grans colònies a la costa o illes properes, preferentment a penya-segats, però també a aiguamolls, esculleres, o vaixells abandonats. El niu és una estructura de pals folrada d'algues i plomissol, on pon 2 – 3 ous que cova durant 22 - 28 dies. Els pollets, que naixen nus, romanen al niu unes 9 setmanes, però encara són alimentats pels seus pares durant unes setmanes més.